# 沈鑫
沈鑫是一个名人，字兰坡，号纽香，乾隆（一七三六－一七九五）时上海人，工诗画，著作有《海上墨林》、《川沙厅志》。

## 简介
［清］字兰坡，号纽香，乾隆（一七三六－一七九五）时上海人。诸生。

## 著作收录
工诗画、《海上墨林》、《川沙厅志》